# Григор'єв Іван Мар'янович
Іван Мар'янович Григо́р'єв (нар. 7 травня 1969, Київ) — український художник; член Спілки художників України з 1994 року. Син художниці Галини Григор'євої, онук художників Сергія Григор'єва та Любові Григор'євої-Стелецької.

## Біографія
Народився 7 травня 1969 року в місті Києві. 1993 року закінчив Українську академію мистецтв, де навчався зокрема у Андрія Чебикіна і Георгія Якутовича.
Працював у видавництві «Дух і Літера». Живе у Києві, в будинку на вулиці Пушкінській, № 20, квартира 6.

## Творчість
Працює у галузі станкового живопису і книжкової графіки. Серед робіт:
- меморіальна дошка отцям Олександру та Олексію Глаголєвим (у співавторстві з С. Кординською; встановлена 30 січня 2002 року у дворі Національного університету «Києво-Могилянської академії»)[2];
- ілюстрації до книги «Білі сни» Бориса Мозолевського (Київ, 2003);
- живописні твори: «Спогад», «Улітку», «Край озера» (усі — 2005);
- меморіальна дошка Янушу Корчаку; встановлена 20 листопада  2012 року на будинку по вулиці Володимирська, 47 у Києві[3].